# Peltosaari (ö i Norra Österbotten, Koillismaa, lat 66,00, long 29,27)
Peltosaari är en ö i Finland. Den ligger i sjön Saapunki och i kommunen Kuusamo i den ekonomiska regionen  Koillismaa ekonomiska region  och landskapet Norra Österbotten, i den nordöstra delen av landet, 700 km norr om huvudstaden Helsingfors. Öns area är 0,2 hektar och dess största längd är 100 meter i nord-sydlig riktning.